# Championnat d'Allemagne de combiné nordique
Cette page recense les podiums du championnat d'Allemagne de combiné nordique.

## Résultats

### Seniors

#### Épreuve individuelle depuis 1990
| Année | Lieu         | Champion d'Allemagne | Vice-champion   | Médaille de bronze |
| ----- | ------------ | -------------------- | --------------- | ------------------ |
| 2014  |              |                      |                 |                    |
| 2013  | Oberstdorf   | Johannes Rydzek      | Fabian Rießle   | Manuel Faißt       |
| 2012  | Klingenthal  | Eric Frenzel         | Johannes Rydzek | Tino Edelmann      |
| 2011  | Hinterzarten | Johannes Rydzek      | Fabian Rießle   | Andreas Günter     |
| 2010  | Oberhof      | Johannes Rydzek      | Eric Frenzel    | Markus Förster     |
| 2009  |              |                      |                 |                    |
| 2008  |              |                      |                 |                    |
| 2007  |              |                      |                 |                    |
| 2006  |              |                      |                 |                    |
| 2005  |              |                      |                 |                    |
| 2004  |              |                      |                 |                    |
| 2003  |              |                      |                 |                    |
| 2002  |              |                      |                 |                    |
| 2001  |              |                      |                 |                    |
| 2000  |              |                      |                 |                    |
| 1999  |              |                      |                 |                    |
| 1998  |              |                      |                 |                    |
| 1997  |              |                      |                 |                    |
| 1996  |              |                      |                 |                    |
| 1995  |              |                      |                 |                    |
| 1994  |              |                      |                 |                    |
| 1993  |              |                      |                 |                    |
| 1992  |              |                      |                 |                    |
| 1991  |              |                      |                 |                    |
| 1990  |              |                      |                 |                    |

#### Épreuve individuelle de 1949 à 1990
| Année | Lieu | Champion de RDA    | Vice-champion      | Médaille de bronze |
| ----- | ---- | ------------------ | ------------------ | ------------------ |
| 1989  |      | Bernd Blechschmidt | Thomas Abratis     | Jörg Beetz         |
| 1988  |      | épreuve annulée    | épreuve annulée    | épreuve annulée    |
| 1987  |      | Bernd Blechschmidt | Heiko Hunger       | Thomas Abratis     |
| 1986  |      | Uwe Dotzauer       | Bernd Blechschmidt | Ingo Hüther        |
| 1985  |      | Heiko Hunger       | Uwe Dotzauer       | Beetz              |
| 1984  |      | Günter Schmieder   | Andreas Langer     | Uwe Dotzauer       |
| 1983  |      | Uwe Dotzauer       | Günter Schmieder   | Peter Opitz        |
| 1982  |      | Konrad Winkler     | Uwe Dotzauer       | Günter Schmieder   |
| 1981  |      | Günter Schmieder   | Uwe Dotzauer       | Konrad Winkler     |
| 1980  |      | Konrad Winkler     | Uwe Dotzauer       | Frank Röder        |
| 1979  |      | Ulrich Wehling     | Günter Schmieder   | Andreas Langer     |
| 1978  |      | Ulrich Wehling     | Günter Schmieder   | Werner Leipold     |
| 1977  |      | Ulrich Wehling     | Konrad Winkler     | Werner Leipold     |
| 1976  |      | Ulrich Wehling     | Konrad Winkler     | Günter Deckert     |
| 1975  |      | Ulrich Wehling     | Konrad Winkler     | Claus Tuchscherer  |
| 1974  |      | Bernd Zimmermann   | Günter Deckert     | Hans Hartleb       |
| 1973  |      | Ulrich Wehling     | Bernd Zimmermann   | Günter Deckert     |
| 1972  |      |                    |                    |                    |
| 1971  |      | Hans Hartleb       | Karl-Heinz Luck    | Ingo Scheibenhof   |
| 1970  |      | Lothar Düring      | Karl-Heinz Luck    | Bernd Zimmermann   |
| 1969  |      | Karl-Heinz Luck    | Lothar Düring      | Andreas Kunz       |
| 1968  |      | Lothar Düring      | Andreas Kunz       | Günter Münzner     |
| 1967  |      | Ralph Pöhland      | Roland Weißpflog   | Joachim Winterlich |
| 1966  |      | Roland Weißpflog   | Rainer Dietel      | Joachim Winterlich |
| 1965  |      | Günter Münzner     | Rainer Dietel      | Joachim Winterlich |
| 1964  |      | Roland Weißpflog   | Lothar Düring      | Rainer Dietel      |
| 1963  |      | Rainer Dietel      | Jürgen Meinel      | Roland Weißpflog   |
| 1962  |      | Rainer Dietel      | Günter Meinel      | Jürgen Meinel      |
| 1961  |      | Günter Flauger     | Manfred Meinhold   | Rainer Dietel      |
| 1960  |      | Günter Flauger     | Karl-Heinz Herzer  | Manfred Meinhold   |
| 1959  |      | Günter Flauger     | Rainer Dietel      | Martin Körner      |
| 1958  |      | Siegfried Böhme    | Günter Flauger     | Martin Körner      |
| 1957  |      |                    |                    |                    |
| 1956  |      |                    |                    |                    |
| 1955  |      |                    |                    |                    |
| 1954  |      |                    |                    |                    |
| 1953  |      |                    |                    |                    |
| 1952  |      |                    |                    |                    |
| 1951  |      |                    |                    |                    |
| 1950  |      |                    |                    |                    |
| 1949  |      | Herbert Leonhardt  | Heinz Holland      | Herbert Friedel    |

| Année | Lieu | Champion de RFA | Vice-champion | Médaille de bronze |
| ----- | ---- | --------------- | ------------- | ------------------ |
| 1989  |      |                 |               |                    |
| 1988  |      |                 |               |                    |
| 1987  |      |                 |               |                    |
| 1986  |      |                 |               |                    |
| 1985  |      |                 |               |                    |
| 1984  |      |                 |               |                    |
| 1983  |      |                 |               |                    |
| 1982  |      |                 |               |                    |
| 1981  |      |                 |               |                    |
| 1980  |      |                 |               |                    |
| 1979  |      |                 |               |                    |
| 1978  |      |                 |               |                    |
| 1977  |      |                 |               |                    |
| 1976  |      |                 |               |                    |
| 1975  |      |                 |               |                    |
| 1974  |      |                 |               |                    |
| 1973  |      |                 |               |                    |
| 1972  |      |                 |               |                    |
| 1971  |      |                 |               |                    |
| 1970  |      |                 |               |                    |
| 1969  |      |                 |               |                    |
| 1968  |      |                 |               |                    |
| 1967  |      |                 |               |                    |
| 1966  |      | Georg Thoma     |               |                    |
| 1965  |      | Georg Thoma     |               |                    |
| 1964  |      | Georg Thoma     |               |                    |
| 1963  |      | Georg Thoma     |               |                    |
| 1962  |      | Georg Thoma     |               |                    |
| 1961  |      | Georg Thoma     |               |                    |
| 1960  |      | Georg Thoma     |               |                    |
| 1959  |      | Georg Thoma     |               |                    |
| 1958  |      | Georg Thoma     |               |                    |
| 1957  |      |                 |               |                    |
| 1956  |      |                 |               |                    |
| 1955  |      |                 |               |                    |
| 1954  |      |                 |               |                    |
| 1953  |      |                 |               |                    |
| 1952  |      |                 |               |                    |
| 1951  |      |                 |               |                    |
| 1950  |      |                 |               |                    |
| 1949  |      |                 |               |                    |

#### Épreuve individuelle de 1901 à 1948
| Année       | Lieu                   | Champion d'Allemagne  | Vice-champion     | Médaille de bronze |                   |
| ----------- | ---------------------- | --------------------- | ----------------- | ------------------ | ----------------- |
| 1948 - 1942 | épreuves annulées      | épreuves annulées     | épreuves annulées | épreuves annulées  | épreuves annulées |
| 1941        |                        |                       |                   |                    |                   |
| 1940        |                        |                       |                   |                    |                   |
| 1939        |                        |                       |                   |                    |                   |
| 1938        |                        |                       |                   |                    |                   |
| 1937        |                        |                       |                   |                    |                   |
| 1936        |                        |                       |                   |                    |                   |
| 1935        |                        |                       |                   |                    |                   |
| 1934        |                        | Alfred Stoll          |                   |                    |                   |
| 1933        |                        | Max Fischer           |                   |                    |                   |
| 1932        |                        | Rudi Matt             |                   |                    |                   |
| 1931        |                        | Gustl Müller          |                   |                    |                   |
| 1930        |                        | Erich Recknagel       |                   |                    |                   |
| 1929        |                        | Gustl Müller          |                   |                    |                   |
| 1928,       |                        |                       |                   |                    |                   |
| 1927        | Garmisch-Partenkirchen | Gustl Müller          | Karl Neuner       |                    |                   |
| 1926        | Sankt Anton am Arlberg | Martin Neuner         | Karl Neuner       |                    |                   |
| 1925        |                        |                       |                   |                    |                   |
| 1924        | Isny im Allgäu         | Karl Neuner,          |                   |                    |                   |
| 1923        |                        | Josef Adolph          |                   |                    |                   |
| 1922        |                        | Vinzenz Buchberger    |                   |                    |                   |
| 1921        |                        | Adolf Berger          |                   |                    |                   |
| 1920        |                        | Hans von der Planitz  |                   |                    |                   |
| 1919 - 1915 | épreuves annulées      | épreuves annulées     | épreuves annulées | épreuves annulées  | épreuves annulées |
| 1914        |                        |                       |                   |                    |                   |
| 1913        |                        |                       |                   |                    |                   |
| 1912        |                        |                       |                   |                    |                   |
| 1911        |                        | Karl Böhm-Hennes (de) |                   |                    |                   |
| 1910        |                        |                       |                   |                    |                   |
| 1909        |                        | Bruno Biehler (de)    |                   |                    |                   |
| 1908        |                        | Bruno Biehler (de)    |                   |                    |                   |
| 1907        |                        | Johann Hollmann       |                   |                    |                   |
| 1905        |                        | Alfred Walter         |                   |                    |                   |
| 1904        |                        |                       |                   |                    |                   |
| 1903        |                        |                       |                   |                    |                   |
| 1902        |                        |                       |                   |                    |                   |
| 1901        |                        | Henry Hoek            |                   |                    |                   |
| 1900        |                        |                       |                   |                    |                   |

#### Épreuve par équipes
| Année | Lieu       | Champions d'Allemagne                         | Vice-champions                         | Médaille de bronze                |
| ----- | ---------- | --------------------------------------------- | -------------------------------------- | --------------------------------- |
| 2013  | Oberstdorf | Bade-Wurtemberg- Fabian Rießle - Manuel Faißt | Bavière- Johannes Rydzek - Jakob Lange | Saxe- Eric Frenzel - Daniel Welde |

### Juniors
| Année | Lieu         | Champion d'Allemagne junior | Vice-champion   | Médaille de bronze |
| ----- | ------------ | --------------------------- | --------------- | ------------------ |
| 2013  | Oberstdorf   | Terence Weber               | Jakob Lange     | Dominik Schwaar    |
| 2012  | Klingenthal  | Manuel Faißt                | Dominik Schwaar | Stephan Bätz       |
| 2011  | Hinterzarten | Manuel Faißt                | Christian Arlt  | David Welde        |